# 미쓰정 (오카야마현)
미쓰정(御津町)은 오카야마현 미쓰군에 있던 정이다. 2005년 3월 22일에 오카야마시에 편입해 폐지되었다. 현재의 오카야마시 기타구 미쓰 지역에 해당한다.

## 역사
- 1953년 4월 1일  - 미쓰군 가나가와정, 마키야마촌, 우가키촌, 우카이히가시촌, 우카이니시촌, 아카이와군 고조촌, 가쓰라기촌이 합병해 미쓰정이 발족하였다.
- 1956년 9월 30일 - 아카이와군 미쓰미촌의 일부가 편입하였다.
- 2005년 3월 22일 - 고지마군 나다사키정과 함께 오카야마시에 편입합병되었다.
- 2009년 4월 1일 - 오카야마시가 정령지정도시로 승격해, 미쓰지구의 행정구는 기타구가 되었다. 미쓰 지소는 이날부터 오카야마시 기타구청 미쓰 지소가 되었다.